# Empusa pennata
Empusa pennata é uma espécie de louva-a-deus do gênero Empusa.

## Distribuição geográfica
Vivem em áreas próximas à costa e em áreas de mato seco. Pode ser encontrado na Península Ibérica (Espanha e Portugal) e da costa continental da França, Itália e norte da África, assim como na maioria das maiores ilhas do Mediterrâneo ocidental.

## Descrição
Esta é uma espécie louva-a-deus estilizado, mesmo no contexto de sua família. Tem uma pequena cabeça com uma protuberância entre as duas antenas, um longo e fino tórax e um pequeno abdómen curvo. O primeiro par de pernas está localizado na frente do tórax, enquanto os outros quatro estão localizados abaixo. Os adultos têm asas, mas não ninfas. Ambos são caracterizados pela rugosidade na cutícula e sua ocre que camufla como grama seca que habitam. Os machos adultos têm antenas de penas e a capacidade de decolar, ao contrário fêmeas são maiores e têm dificuldade de realizar o acasalamento em voo. O acasalamento é selhante ao feito pelo Mantis religiosa.

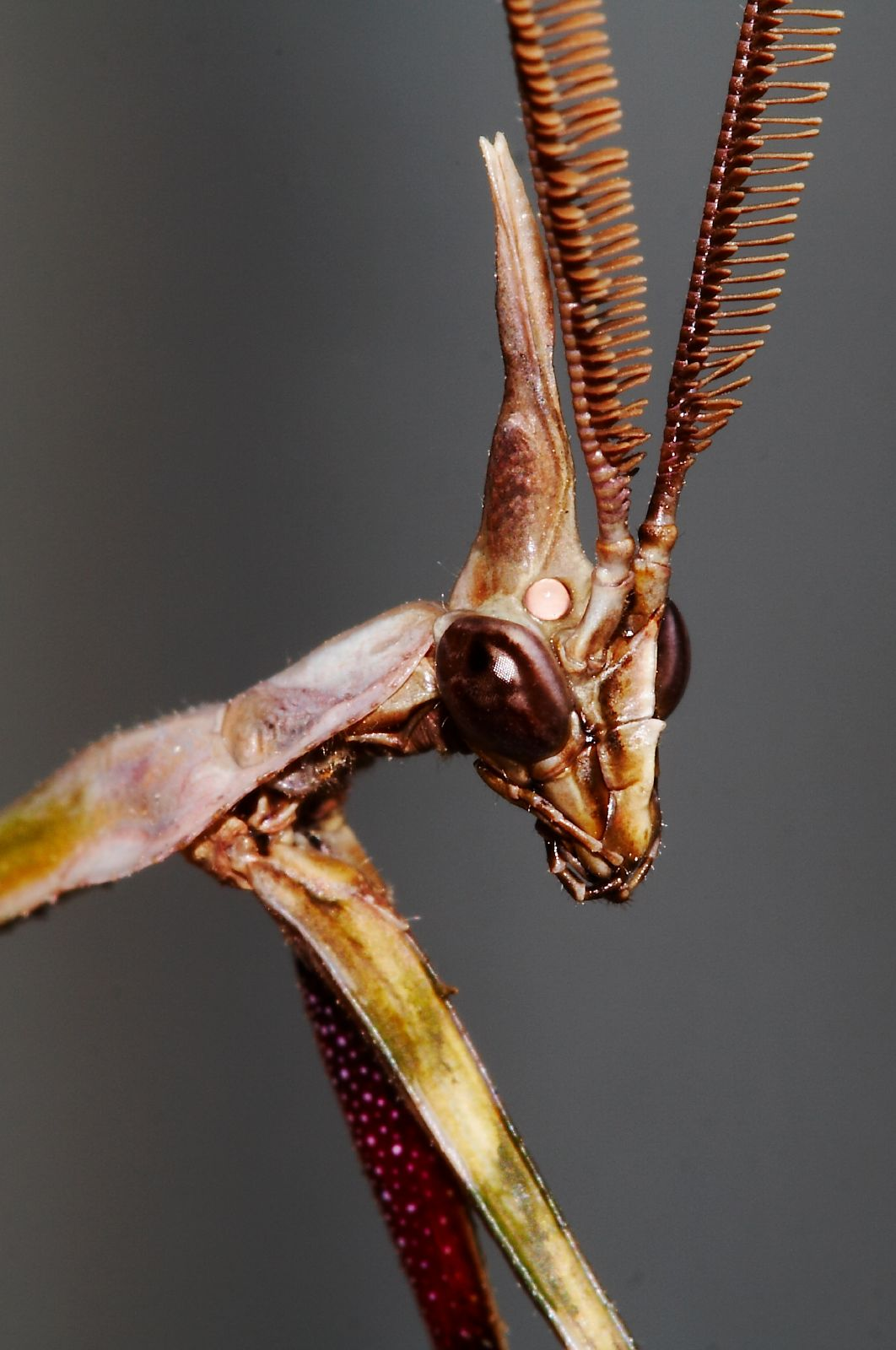
Adulto - Cabeça masculina
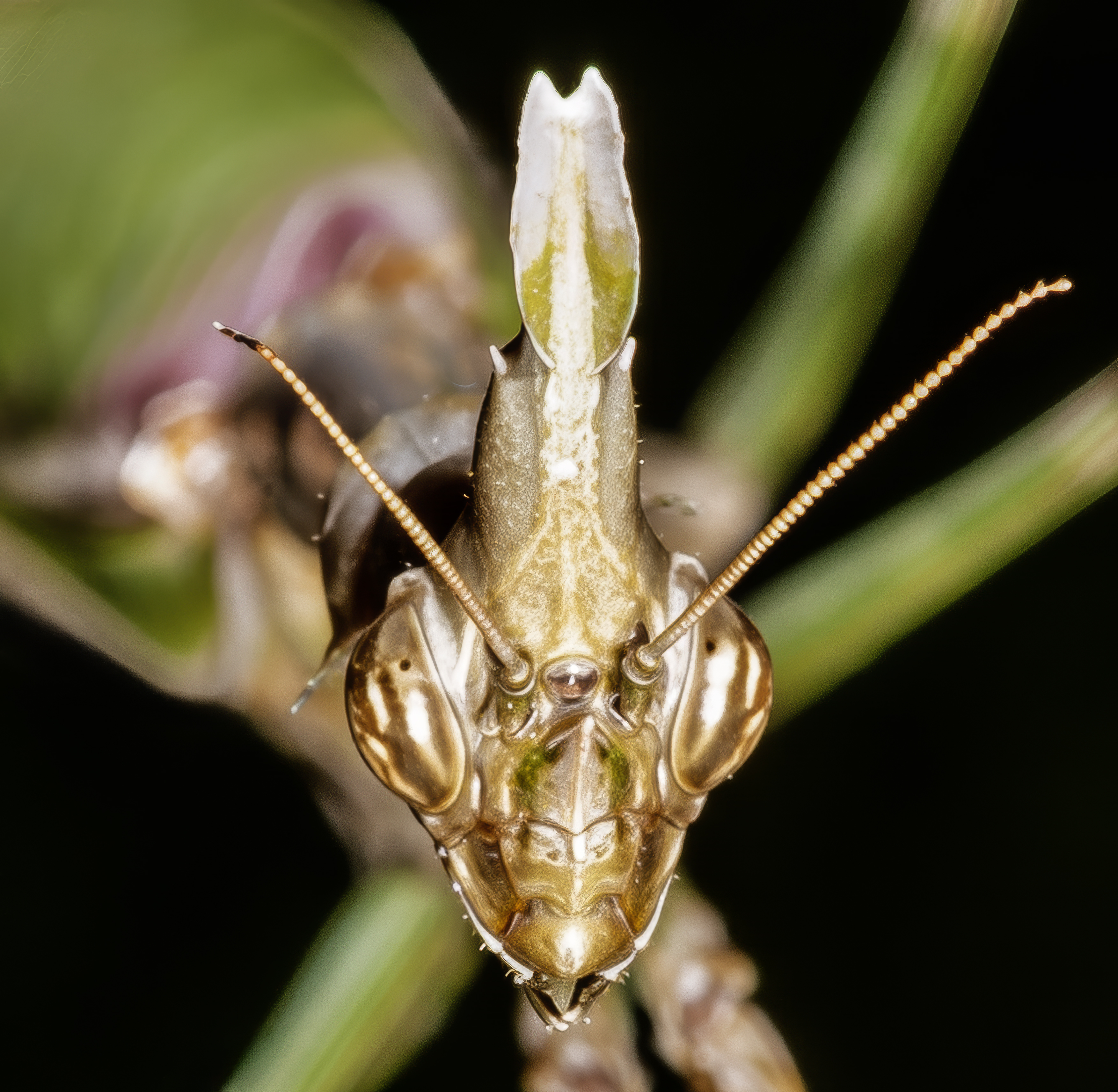
Adulto - Cabeça feminina

## Ligações exeternas
- Commons
- Wikispecies

- Genealogia (em inglês)
- Empusa pennata (em russo)